# Mussaenda emeiensis
Mussaenda emeiensis là một loài thực vật có hoa trong họ Thiến thảo. Loài này được Z.Y.Zhu & S.J.Zhu mô tả khoa học đầu tiên năm 2008.